# Josep Vilaseca i Mogas
Josep Vilaseca i Mogas (Barcelona, 1830 - 1899) fou un advocat i polític català, president de la Diputació de Barcelona i diputat a les Corts Espanyoles durant la restauració borbònica.

## Biografia
Era fill d'un forner i el 1854 es llicencià en dret per la Universitat de Barcelona. Monàrquic alfonsí, fou membre de la Liga del Orden Social de Barcelona fundada per Manuel Duran i Bas. Per encàrrec d'Antonio Cánovas del Castillo el 1875 va actuar com a mitjancer amb Manuel Duran i Bas i el periodista Joan Mañé i Flaquer per a arribar a la pau en la Tercera Guerra Carlina. Per aquest motiu el 1878 va rebre la Gran Creu al Mèrit Militar.
Membre del Partit Liberal Conservador, Arsenio Martínez Campos el va nomenar membre de la Diputació Provisional de 1875, de la que en fou vicepresident el 1876. Fou president de la Diputació de Barcelona el 1878-1882, i durant el seu mandat va restablir els mossos d'esquadra. També fou diputat pel districte de Barcelona a les eleccions generals espanyoles de 1886 i 1891. Des del seu escó defensà fermament el proteccionisme econòmic i el dret català. També fou degà del Col·legi d'Advocats de Barcelona. El 2006 el seu descendent Fèlix Vilaseca i Anglada va donar els seus papers a l'Arxiu Nacional de Catalunya.

## Fons personal
El seu fons personal es conserva a l'Arxiu Nacional de Catalunya. El fons Vilaseca i Mogas inclou la documentació aplegada i rebuda pel jurista i polític en el curs de la seva actuació com a mitjancer del govern conservador espanyol en les negociacions per a la pacificació de l'anomenat Sector del Centre peninsular (1875 - 1876), punt culminant en l'acabament de la Tercera Guerra Carlina (1872-1876), en els inicis de la Primera Restauració monàrquica d'Alfons XII.